# Valaškovce
Valaškovce (hongarès: Pásztorhegy) és una zona militar d'Eslovàquia. Es troba a la regió de Prešov, al nord del país.

## Història
La primera referència escrita de la vila data del 1933.

## Demografia
Error de Lua a Mòdul:SK a la línia 204: Lloc desconegut..Error de Lua a Mòdul:SK a la línia 204: Lloc desconegut..
| Godina             | 1994 | 2004 | 2014 | 2024 |
| Nombre de persones |      |      |      |      |
| Diferència         |      |      |      |      |
| ------------------ | ---- | ---- | ---- | ---- |

Error de Lua a Mòdul:SK a la línia 204: Lloc desconegut..Error de Lua a Mòdul:SK a la línia 204: Lloc desconegut..Error de Lua a Mòdul:SK a la línia 204: Lloc desconegut..
| Godina             |
| Nombre de persones |
| Diferència         |
| ------------------ |